# Campeonato Boliviano de Futebol de 2019
A Primeira Divisão do Campeonato Boliviano de 2019 , também conhecida como División de Fútbol Profesional ou simplesmente División Profesional, foi a 42ª edição da principal divisão do futebol boliviano (2ª como División Profesional). A competição é organizada pela Federação Boliviana de Futebol (FBF) através da criação da  División de Fútbol Profesional, sucessora da extinta Liga del Fútbol Profesional Boliviano. A temporada começou em 19 de janeiro e terminou em 28 de dezembro de 2019.
No torneio Apertura, o Bolívar sagrou-se campeão, o vigésimo nono título na liga e o vigésimo terceiro na era profissional, com duas partidas de antecipação após uma vitória por 2–1 sobre o Oriente Petrolero em 16 de maio de 2019. Já o torneio Clausura foi conquistado pelo Jorge Wilstermann, o décimo quinto título na divisão e o oitavo na era profissional, após uma vitória por 3–1 ante o Oriente Petrolero em 28 de dezembro de 2019, em partida válida pela última rodada do campeonato.

## Regulamento
A División de Fútbol Profesional foi dividida em dois certames: Campeonato Apertura e Campeonato Clausura, disputados no primeiro e segundo semestre do ano, respectivamente. Ambos disputados por 14 clubes no sistema de todos contra todos em dois turnos (turno e returno). Em cada turno, todos os times jogaram entre si uma única vez. Os jogos do segundo turno foram realizados na mesma ordem do primeiro, apenas com o mando de campo invertido. Ao final de cada certame, o time que obteve o maior número de pontos foi declarado campeão e garantiu vaga na fase de grupos da Copa Libertadores. As duas vagas restantes para a Libertadores, bem como as quatro vagas da Copa Sul-Americana, foram selecionadas de acordo com a classificação geral (Apertura e Clausura). Quanto ao rebaixamento, caiu o último colocado da classificação geral, e o penúltimo colocado da tabela geral jogará pela permanência na divisão contra o vice-campeão da Copa Simón Bolivar de 2019 (segunda divisão boliviana).

### Critérios de desempate
Caso haja empate de pontos entre dois clubes na primeira colocação, foram aplicados os seguintes critérios de desempate:
1. Realização de partidas de ida e volta em campo neutro
2. Disputa por pênaltis.[4][5]

Caso haja empate de pontos entre mais de duas equipes no primeiro posto ou entre duas ou mais equipes a partir da segunda colocação, os critérios de desempate foram aplicados na seguinte ordem:
1. Maior saldo de gols;
2. Maior número de gols marcados;
3. Maior número de gols marcados fora de casa;
4. Sorteio.[4][5]

## Participantes

### Promovidos e rebaixados da temporada anterior
O número de equipes para a temporada de 2019 permaneceu o mesmo da temporada de 2018. O Universitario foi rebaixado para a Copa Simón Bolívar (segunda divisão) depois de terminar em último lugar na classificação geral na temporada anterior, e foi substituído pelo Always Ready, campeão da Copa Simón Bolívar de 2018, que retornou à elite boliviana depois de 28 anos.
| Pos. | Rebaixado da División Profesional |
| ---- | --------------------------------- |
| 14º  | Universitario de Sucre            |

| Pos. | Promovido da Copa Simón Bolívar |
| ---- | ------------------------------- |
| 1º   | Always Ready                    |

### Informações das equipes
| Equipe            | Cidade                  | Departamento | Estádio (mando)            | Capacidade | Títulos (último)    |
| ----------------- | ----------------------- | ------------ | -------------------------- | ---------- | ------------------- |
| Always Ready      | La Paz                  | La Paz       | Municipal de Villa Ingenio | 25 000     | 2 (último em 1957)  |
| Aurora            | Cochabamba              | Cochabamba   | Félix Capriles             | 32 000     | 2 (último em 2008)  |
| Blooming          | Santa Cruz de la Sierra | Santa Cruz   | Ramón Tahuichi Aguilera    | 38 000     | 5 (último em 2009)  |
| Bolívar           | La Paz                  | La Paz       | Hernando Siles             | 42 000     | 28 (último em 2017) |
| Destroyers        | Santa Cruz de la Sierra | Santa Cruz   | Ramón Tahuichi Aguilera    | 38 000     | 0 (nenhum)          |
| Guabirá           | Montero                 | Santa Cruz   | Gilberto Parada            | 13 000     | 1 (último em 1975)  |
| Jorge Wilstermann | Cochabamba              | Cochabamba   | Félix Capriles             | 32 000     | 14 (último em 2018) |
| Nacional Potosí   | Potosí                  | Potosí       | Víctor Agustín Ugarte      | 32 105     | 0 (nenhum)          |
| Oriente Petrolero | Santa Cruz de la Sierra | Santa Cruz   | Ramón Tahuichi Aguilera    | 38 000     | 5 (último em 2010)  |
| Real Potosí       | Potosí                  | Potosí       | Víctor Agustín Ugarte      | 32 105     | 1 (último em 2007)  |
| Royal Pari        | Santa Cruz de la Sierra | Santa Cruz   | Ramón Tahuichi Aguilera    | 38 000     | 0 (nenhum)          |
| San José          | Oruro                   | Oruro        | Jesús Bermúdez             | 33 795     | 4 (atual campeão)   |
| Sport Boys        | Warnes                  | Santa Cruz   | Samuel Vaca                | 9 000      | 1 (último em 2015)  |
| The Strongest     | La Paz                  | La Paz       | Hernando Siles             | 42 000     | 15 (último em 2016) |

## Torneo Apertura

### Classificação final doApertura
| Pos | Equipe            | Pts | J  | V  | E | D  | GP | GC | SG  | Classificação                               |
| --- | ----------------- | --- | -- | -- | - | -- | -- | -- | --- | ------------------------------------------- |
| 1   | Bolívar (C)       | 57  | 26 | 17 | 6 | 3  | 66 | 35 | +31 | Fase de grupos da Copa Libertadores de 2020 |
| 2   | The Strongest     | 52  | 26 | 16 | 4 | 6  | 55 | 30 | +25 |                                             |
| 3   | Nacional Potosí   | 50  | 26 | 15 | 5 | 6  | 44 | 22 | +22 |                                             |
| 4   | Blooming          | 47  | 26 | 15 | 2 | 9  | 56 | 45 | +11 |                                             |
| 5   | San José          | 40  | 26 | 12 | 7 | 7  | 55 | 44 | +11 |                                             |
| 6   | Jorge Wilstermann | 40  | 26 | 12 | 4 | 10 | 44 | 37 | +7  |                                             |
| 7   | Oriente Petrolero | 37  | 26 | 11 | 4 | 11 | 41 | 43 | −2  |                                             |
| 8   | Guabirá           | 31  | 26 | 8  | 7 | 11 | 31 | 49 | −18 |                                             |
| 9   | Always Ready      | 30  | 26 | 8  | 6 | 12 | 50 | 43 | +7  |                                             |
| 10  | Real Potosí       | 27  | 26 | 7  | 6 | 13 | 41 | 59 | −18 |                                             |
| 11  | Royal Pari        | 25  | 26 | 6  | 7 | 13 | 39 | 55 | −16 |                                             |
| 12  | Sport Boys        | 23  | 26 | 5  | 8 | 13 | 32 | 51 | −19 |                                             |
| 13  | Aurora            | 23  | 26 | 6  | 5 | 15 | 32 | 52 | −20 |                                             |
| 14  | Destroyers        | 22  | 26 | 5  | 7 | 14 | 23 | 43 | −20 |                                             |

1. ↑  O San José perdeu três pontos como punição por não pagar uma dívida com o ex-jogador Boris Alfaro no tempo acordado.[8]

### Resultados doApertura
| Mandante \ Visitante | CAR | AUR | BLO | BOL | DES | GUA | WIL | NAC | OPE | RPO | RPA | SJO | SBO | STR |
| -------------------- | --- | --- | --- | --- | --- | --- | --- | --- | --- | --- | --- | --- | --- | --- |
| Always Ready         | —   | 2–0 | 3–0 | 1–1 | 2–0 | 6–0 | 2–2 | 1–2 | 5–0 | 3–1 | 6–0 | 3–3 | 3–1 | 1–2 |
| Aurora               | 3–1 | —   | 3–4 | 3–3 | 2–0 | 1–1 | 1–2 | 0–0 | 3–2 | 3–2 | 2–3 | 0–2 | 0–2 | 2–1 |
| Blooming             | 1–0 | 1–0 | —   | 2–1 | 2–1 | 4–2 | 2–0 | 0–1 | 3–2 | 5–3 | 2–3 | 5–1 | 1–2 | 2–0 |
| Bolívar              | 2–1 | 6–3 | 4–1 | —   | 2–0 | 3–0 | 3–0 | 1–1 | 3–0 | 4–3 | 3–0 | 2–3 | 4–1 | 1–3 |
| Destroyers           | 2–0 | 0–0 | 1–0 | 3–6 | —   | 2–3 | 0–3 | 1–0 | 0–0 | 3–0 | 0–0 | 2–1 | 0–0 | 0–1 |
| Guabirá              | 1–1 | 1–0 | 2–2 | 0–1 | 1–0 | —   | 1–1 | 0–0 | 2–3 | 2–1 | 3–1 | 2–1 | 1–0 | 1–2 |
| Jorge Wilstermann    | 2–0 | 2–1 | 2–5 | 0–2 | 3–3 | 0–2 | —   | 2–0 | 0–1 | 5–0 | 2–1 | 0–0 | 5–2 | 0–1 |
| Nacional Potosí      | 3–1 | 0–1 | 2–0 | 0–1 | 7–2 | 4–0 | 2–1 | —   | 2–1 | 0–1 | 4–1 | 1–0 | 3–0 | 1–0 |
| Oriente Petrolero    | 4–1 | 5–0 | 0–1 | 1–2 | 1–0 | 1–1 | 2–0 | 0–2 | —   | 2–1 | 1–1 | 4–3 | 2–1 | 2–1 |
| Real Potosí          | 2–1 | 2–2 | 2–2 | 2–2 | 3–2 | 3–1 | 1–2 | 1–3 | 1–1 | —   | 3–1 | 2–1 | 2–1 | 0–2 |
| Royal Pari           | 1–1 | 2–1 | 1–3 | 1–2 | 0–0 | 2–1 | 2–3 | 1–1 | 1–3 | 4–1 | —   | 0–1 | 3–3 | 5–0 |
| San José             | 6–2 | 3–0 | 5–1 | 4–4 | 2–0 | 3–1 | 0–3 | 2–2 | 3–2 | 2–2 | 2–1 | —   | 2–1 | 1–1 |
| Sport Boys           | 1–1 | 3–0 | 1–5 | 1–2 | 1–1 | 2–2 | 1–3 | 2–0 | 2–1 | 1–1 | 2–2 | 1–2 | —   | 0–0 |
| The Strongest        | 3–2 | 2–1 | 3–1 | 1–1 | 3–0 | 5–0 | 2–1 | 2–3 | 4–0 | 4–1 | 5–2 | 2–2 | 5–0 | —   |

### Artilharia doApertura
| Gols | Jogador               | Time              |
| ---- | --------------------- | ----------------- |
| 23   | Carlos Saucedo        | San José          |
| 21   | Rolando Blackburn     | The Strongest     |
| 17   | Juan Miguel Callejón  | Bolívar           |
| 13   | William Ferreira      | Always Ready      |
| 13   | Marcos Riquelme       | Bolívar           |
| 12   | Vladimir Castellón    | Nacional Potosí   |
| 12   | Marcos Ovejero        | Always Ready      |
| 11   | José Alfredo Castillo | Oriente Petrolero |
| 11   | Rafinha               | Blooming          |
| 11   | Jair Reinoso          | The Strongest     |

### Premiação doApertura
| Torneo Apertura de 2019       |
| ----------------------------- |
|                               |
| Bolívar Campeão (29.º título) |

## Torneo Clausura

### Classificação doClausura
| Pos | Equipe                | Pts | J  | V  | E | D  | GP | GC | SG  | Classificação                               |
| --- | --------------------- | --- | -- | -- | - | -- | -- | -- | --- | ------------------------------------------- |
| 1   | Jorge Wilstermann (C) | 60  | 26 | 18 | 6 | 2  | 57 | 21 | +36 | Fase de grupos da Taça Libertadores de 2020 |
| 2   | The Strongest         | 57  | 26 | 17 | 6 | 3  | 72 | 27 | +45 |                                             |
| 3   | Bolívar               | 56  | 26 | 17 | 5 | 4  | 74 | 34 | +40 |                                             |
| 4   | San José              | 44  | 26 | 15 | 5 | 6  | 62 | 30 | +32 |                                             |
| 5   | Always Ready          | 44  | 26 | 13 | 5 | 8  | 54 | 39 | +15 |                                             |
| 6   | Oriente Petrolero     | 37  | 26 | 11 | 4 | 11 | 39 | 43 | −4  |                                             |
| 7   | Nacional Potosí       | 34  | 26 | 9  | 7 | 10 | 47 | 44 | +3  |                                             |
| 8   | Blooming              | 33  | 26 | 10 | 3 | 13 | 34 | 55 | −21 |                                             |
| 9   | Royal Pari            | 28  | 26 | 7  | 7 | 12 | 28 | 40 | −12 |                                             |
| 10  | Aurora                | 24  | 26 | 5  | 9 | 12 | 24 | 47 | −23 |                                             |
| 11  | Real Potosí           | 21  | 25 | 6  | 3 | 16 | 35 | 57 | −22 |                                             |
| 12  | Guabirá               | 20  | 26 | 4  | 8 | 14 | 22 | 53 | −31 |                                             |
| 13  | Destroyers            | 17  | 26 | 4  | 5 | 17 | 22 | 66 | −44 |                                             |
| 14  | Sport Boys (D)        | 16  | 25 | 5  | 7 | 13 | 30 | 42 | −12 | Excluído do torneio                         |

1. ↑  O San José perdeu três pontos como punição por não pagar uma dívida com o ex-jogador Jair Reinoso e mais três pontos por conta de dívidas pendentes com outros ex-jogadores.[10][11]
2. ↑  O Sport Boys perdeu seis pontos por conta de dívidas pendentes com ex-jogadores.[10][11]
3. ↑  O Tribunal de Justiça Desportiva (TJD) da Bolívia decidiu pela desfiliação do Sport Boys como punição pelo não comparecimento no jogo do dia 28 de dezembro contra o Real Potosí na Vila Imperial, válido pela última rodada do torneio, o que implica no seu rebaixamento automático e na sua exclusão do torneio.[12][13][14]

### Resultados doClausura
| Mandante \ Visitante | CAR | AUR | BLO | BOL | DES | GUA | WIL | NAC | OPE | RPO | RPA | SJO | SBO   | STR |
| -------------------- | --- | --- | --- | --- | --- | --- | --- | --- | --- | --- | --- | --- | ----- | --- |
| Always Ready         | —   | 0–2 | 3–0 | 0–1 | 6–0 | 4–0 | 1–1 | 3–2 | 3–0 | 5–1 | 3–2 | 2–4 | 2–1   | 2–2 |
| Aurora               | 1–1 | —   | 0–1 | 0–1 | 1–0 | 1–1 | 0–2 | 1–1 | 2–1 | 0–0 | 2–0 | 1–6 | 0–0   | 2–2 |
| Blooming             | 2–3 | 0–1 | —   | 2–3 | 1–0 | 1–1 | 0–3 | 4–0 | 2–1 | 2–0 | 1–1 | 1–0 | 4–1   | 1–0 |
| Bolívar              | 3–0 | 5–0 | 6–0 | —   | 3–0 | 7–2 | 1–1 | 2–1 | 3–2 | 5–2 | 2–2 | 1–4 | 2–0   | 1–1 |
| Destroyers           | 1–3 | 1–0 | 2–4 | 2–3 | —   | 0–0 | 1–0 | 0–2 | 1–2 | 1–1 | 0–2 | 4–2 | 1–0   | 2–3 |
| Guabirá              | 2–0 | 3–1 | 1–1 | 0–5 | 1–1 | —   | 1–4 | 1–1 | 1–3 | 0–1 | 1–1 | 2–1 | 0–0   | 1–5 |
| Jorge Wilstermann    | 3–0 | 5–1 | 2–0 | 3–2 | 7–1 | 2–0 | —   | 1–1 | 3–1 | 3–1 | 1–0 | 1–1 | 3–2   | 1–1 |
| Nacional Potosí      | 3–2 | 3–2 | 5–0 | 0–3 | 4–1 | 2–1 | 1–3 | —   | 2–3 | 1–2 | 5–2 | 1–1 | 1–1   | 0–4 |
| Oriente Petrolero    | 1–1 | 2–1 | 2–1 | 2–2 | 3–1 | 1–2 | 1–1 | 2–2 | —   | 2–1 | 1–3 | 1–0 | 3–2   | 1–2 |
| Real Potosí          | 1–2 | 1–1 | 5–1 | 2–5 | 5–0 | 1–0 | 0–1 | 1–4 | 0–1 | —   | 2–0 | 1–4 | [ a ] | 1–3 |
| Royal Pari           | 1–1 | 2–2 | 3–1 | 2–1 | 1–1 | 2–0 | 0–2 | 0–2 | 1–0 | 1–0 | —   | 0–1 | 0–1   | 0–2 |
| San José             | 2–3 | 3–0 | 4–0 | 2–2 | 7–0 | 2–1 | 1–2 | 2–1 | 3–1 | 3–2 | 3–1 | —   | 2–0   | 2–0 |
| Sport Boys           | 1–2 | 4–0 | 2–3 | 1–3 | 1–1 | 2–0 | 1–2 | 0–0 | 1–2 | 6–2 | 1–1 | 1–1 | —     | 1–0 |
| The Strongest        | 3–2 | 2–2 | 6–1 | 3–2 | 4–0 | 4–0 | 2–0 | 3–2 | 2–0 | 6–2 | 4–0 | 1–1 | 7–0   | —   |

1. ↑  O jogo entre Real Potosí e Sport Boys, originalmente marcado para 28 de dezembro às 16:00 (horário local), não foi disputado, pois o time visitante não entrou em campo. Após uma espera de 10 minutos, conforme indicado pelos regulamentos dos torneio, o árbitro declarou oficialmente a partida como suspensa.[15]

### Artilharia doClausura
| Gols | Jogador             | Time              |
| ---- | ------------------- | ----------------- |
| 19   | Juan Callejón       | Bolívar           |
| 19   | Jair Reinoso        | The Strongest     |
| 18   | Gilbert Álvarez     | Jorge Wilstermann |
| 18   | Carlos Saucedo      | San José          |
| 13   | Carmelo Algarañaz   | Always Ready      |
| 13   | Enzo Maidana        | Nacional Potosí   |
| 13   | Harold Reina        | The Strongest     |
| 12   | Juan Carlos Arce    | Bolívar           |
| 11   | Vladimir Castellón  | Bolívar           |
| 11   | John Jairo Mosquera | Royal Pari        |

Fonte: LFP e Soccerway

### Premiação doClausura
| Torneo Clausura de 2019                 |
| --------------------------------------- |
|                                         |
| Jorge Wilstermann Campeão (15.º título) |

## Classificação Geral
1. | Pos | Equipe                | Pts | J  | V  | E  | D  | GP  | GC  | SG  | Status                                      |
| --- | --------------------- | --- | -- | -- | -- | -- | --- | --- | --- | ------------------------------------------- |
| 1   | Bolívar (C)           | 113 | 52 | 34 | 11 | 7  | 140 | 69  | +71 | Fase de grupos da Copa Libertadores de 2020 |
| 2   | The Strongest         | 109 | 52 | 33 | 10 | 9  | 127 | 57  | +70 | Segunda fase da Copa Libertadores de 2020   |
| 3   | Jorge Wilstermann (C) | 100 | 52 | 30 | 10 | 12 | 101 | 58  | +43 | Fase de grupos da Copa Libertadores de 2020 |
| 4   | San José              | 84  | 52 | 27 | 12 | 13 | 117 | 74  | +43 | Primeira fase da Copa Libertadores de 2020  |
| 5   | Nacional Potosí       | 84  | 52 | 24 | 12 | 16 | 91  | 66  | +25 | Primeira fase da Copa Sul-Americana de 2020 |
| 6   | Blooming              | 80  | 52 | 25 | 5  | 22 | 89  | 100 | −11 | Primeira fase da Copa Sul-Americana de 2020 |
| 7   | Always Ready          | 74  | 52 | 21 | 11 | 20 | 104 | 83  | +21 | Primeira fase da Copa Sul-Americana de 2020 |
| 8   | Oriente Petrolero     | 74  | 52 | 22 | 8  | 22 | 80  | 86  | −6  | Primeira fase da Copa Sul-Americana de 2020 |
| 9   | Royal Pari            | 53  | 52 | 13 | 14 | 25 | 67  | 95  | −28 |                                             |
| 10  | Guabirá               | 51  | 52 | 12 | 15 | 25 | 53  | 102 | −49 |                                             |
| 11  | Real Potosí           | 48  | 51 | 13 | 9  | 29 | 76  | 116 | −40 |                                             |
| 12  | Aurora                | 47  | 52 | 11 | 14 | 27 | 56  | 99  | −43 |                                             |
| 13  | Destroyers (R)        | 39  | 52 | 9  | 12 | 31 | 45  | 109 | −64 | Rebaixado para a Copa Simón Bolívar de 2020 |
| 14  | Sport Boys (D, R)     | 39  | 51 | 10 | 15 | 26 | 62  | 93  | −31 | Excluído do torneio                         |

1. ↑  O San José perdeu três pontos como punição por não pagar uma dívida com o ex-jogador Boris Alfaro no tempo acordado,[8] e mais três pontos por não ter pago uma dívida com com o ex-jogador Jair Reinoso,[10] e outros três pontos por dívidas pendentes com ex-jogadores.[11]
2. ↑  O Sport Boys perdeu três pontos como punição por não pagar uma dívida com o ex-jogadores.[10][11]
3. ↑  O Tribunal de Justiça Desportiva (TJD) da Bolívia decidiu pela desfiliação do Sport Boys como punição pelo não comparecimento no jogo do dia 28 de dezembro contra o Real Potosí na Vila Imperial, válido pela última rodada do torneio, o que implica no seu rebaixamento automático e na sua exclusão do torneio.[12][13][14]

## Repescagem pelo Acesso/Rebaixamento
Pelo regulamento do torneio da divisão profissional, a partida da repescagem pelo acesso/rebaixamento deveria ser disputada entre a equipe colocada na penúltima colocação da classificação geral da divisão profissional de 2019 (torneio Apertura + Clausura) e a vice-campeã da Copa Simón Bolívar de 2019 (já que o campeão teve acesso automático), ou seja, Sport Boys vs. Real Santa Cruz. No entanto, o Sport Boys (penúltimo colocado no geral da divisão profissional) acabou não comparecendo a um jogo pela última rodada do torneio Clausura e acabou sendo excluído do torneio pelo Comitê Executivo da Federação Boliviana de Futebol (FBF). Assim, ficou determinado pela FBF em 5 de janeiro de 2020, o acesso direto do Real Santa Cruz para a primeira divisão de 2020 e o rebaixamento direto do Destroyers (último colocado no geral da divisão profissional) para a Copa Simón Bolívar de 2020.